# Allan Spradling
Allan C. Spradling, né en 1949, est un scientifique américain et chercheur principal à la Carnegie Institution for Science et au Howard Hughes Medical Institute qui étudie le développement des œufs dans l'organisme modèle, Drosophila melanogaster, une mouche des fruits. Il est considéré comme un chercheur de premier plan dans la génétique du développement de l'œuf de mouche des fruits et développe un certain nombre de techniques au cours de sa carrière qui conduisent à une meilleure compréhension de la génétique de la mouche des fruits, notamment des contributions au séquençage de son génome. Il est également professeur auxiliaire à l'Université Johns-Hopkins et à l'École de médecine de l'Université Johns-Hopkins.

## Biographie
Spradling obtient un AB en physique de l'Université de Chicago et un doctorat en biologie cellulaire du Massachusetts Institute of Technology.
Spradling et son collègue généticien américain Gerald M. Rubin (en) sont considérés comme des pionniers dans le domaine de la génétique pour leur travail au début des années 1980 avec leur idée de "fixer" un gène à un transposon de drosophile, les éléments P, connus pour s'insérer dans les chromosomes de la mouche des fruits. De ces recherches sont nés des travaux d'autres scientifiques sur les transposons comme outil d'altérations génétiques dans les organismes,,,.
En 2003, Spradling reçoit la médaille Beadle  et en 2008, le prix Gruber de génétique pour ses travaux sur le génome de la drosophile. En 2018, il reçoit le prix March of Dimes. Il est élu à la Société américaine de philosophie en 2016.